# Leucothoe fontanesiana
Leucothoe fontanesiana là một loài thực vật có hoa trong họ Thạch nam. Loài này được (Steud.) Sleumer mô tả khoa học đầu tiên năm 1959.

## Hình ảnh

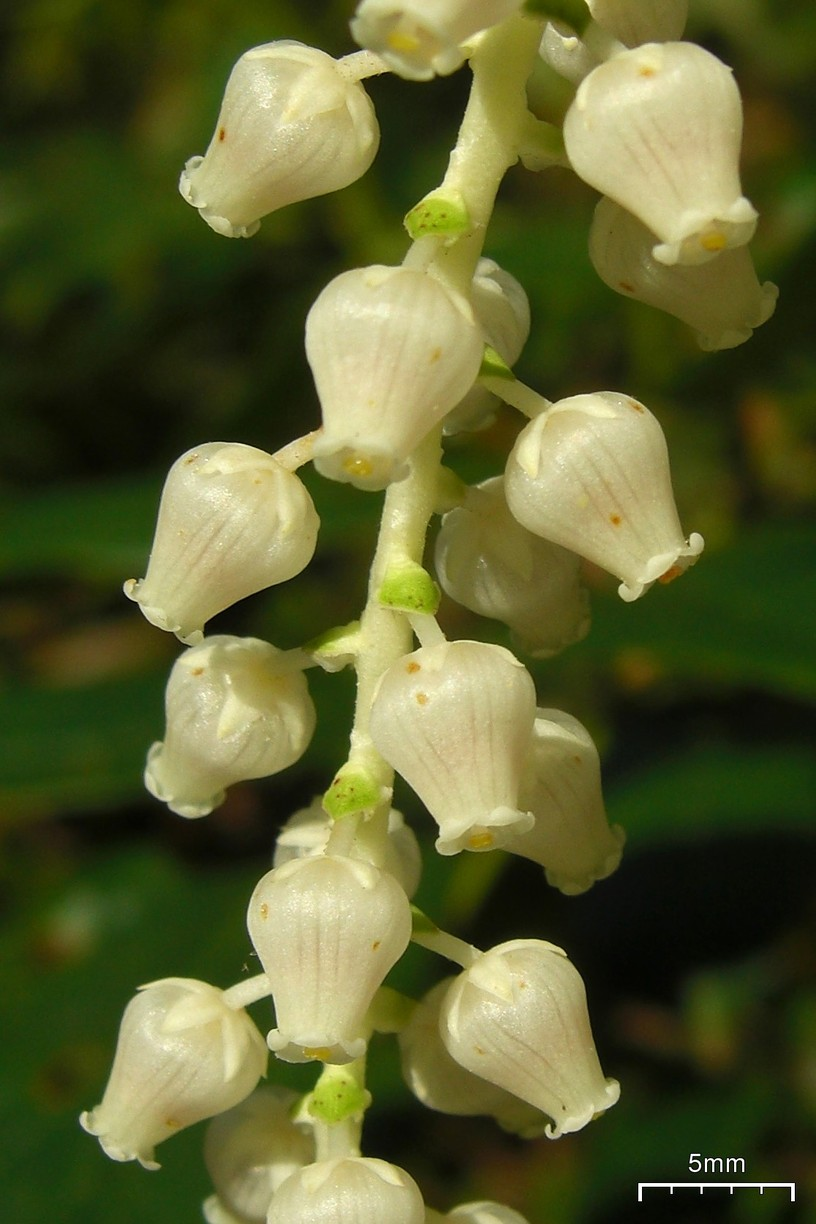
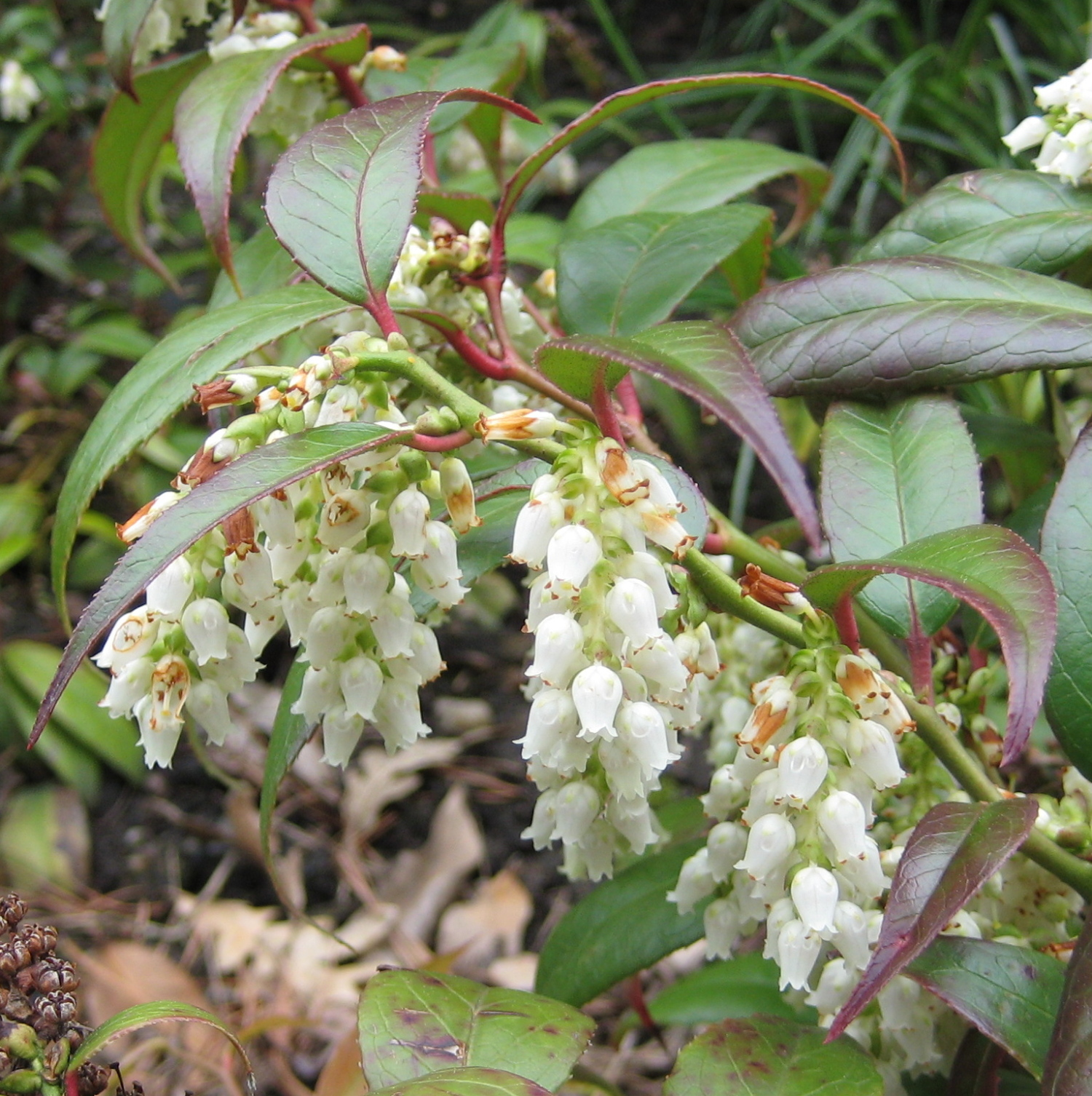
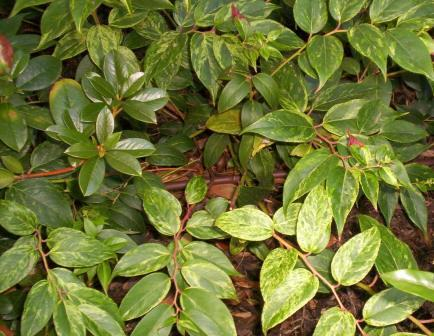
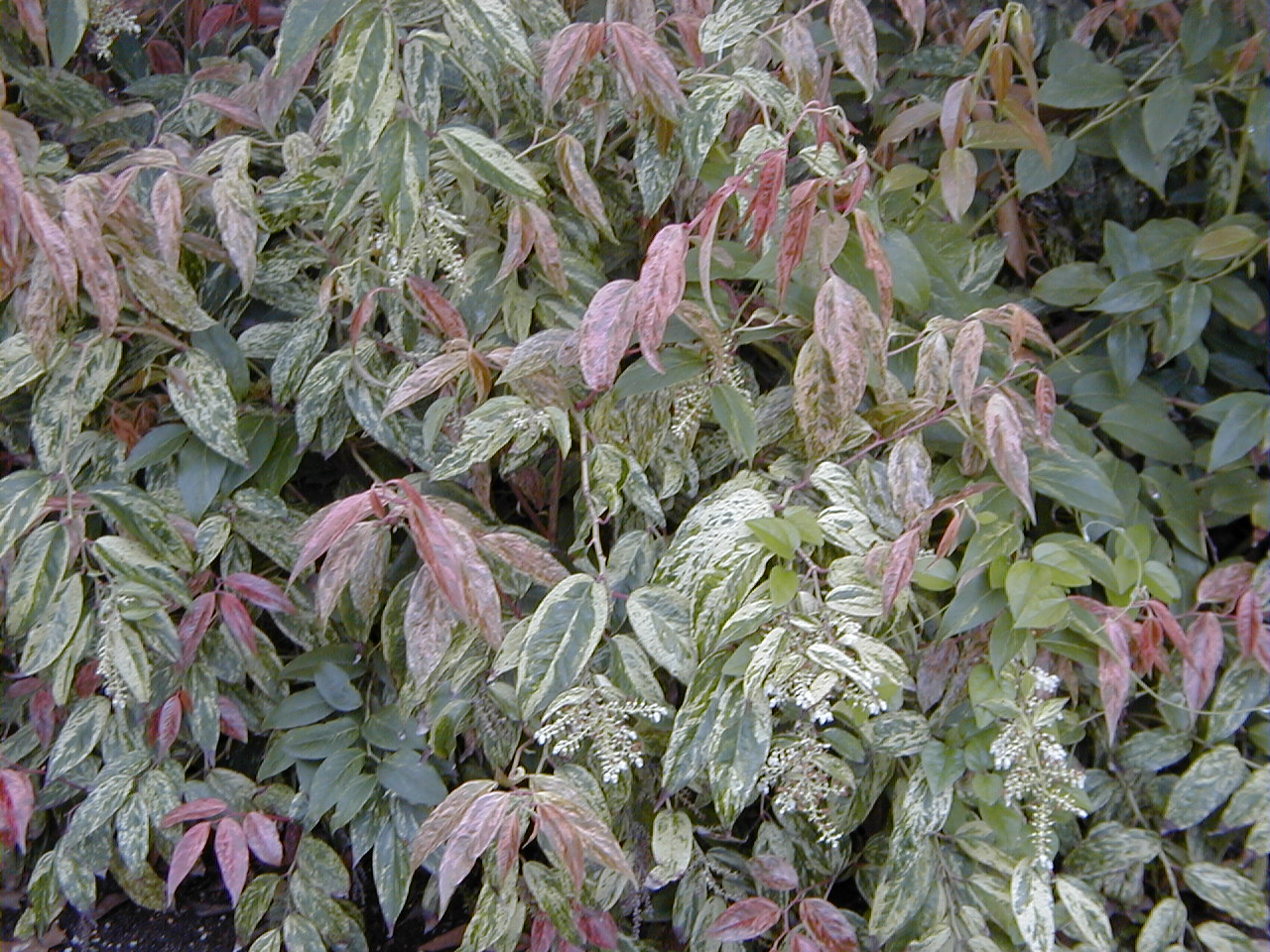